# Paco Ignacio Taibo I
Francisco Ignacio Taibo Lavilla González Nava Suárez Vich Manjón, més conegut com a Paco Ignacio Taibo I, (Gijón, 19 de juny de 1924 – Ciutat de Mèxic, 13 de novembre de 2008) fou un escriptor en llengua castellana, gastrònom i periodista hispano-mexicà.

## Biografia
Taibo va néixer el 19 de juliol de 1924 a la ciutat asturiana de Gijón. Va viure el seu primer exili el 1934, arran de la revolució d'aquest mateix any, i es va traslladar a Bèlgica amb el seu pare i el seu germà. El 1936 van tornar a Espanya i van viure molt de prop la Guerra Civil espanyola.
Taibo va iniciar la seva carrera periodística com a cronista del Tour de França. Posteriorment va ser redactor en cap i director de facto del diari asturià El Comercio. El 1958, en companyia de la seva esposa, Maricarmen Mahojo de Taibo i el seu fill gran, Paco Ignacio Taibo II, es va exiliar a Mèxic. Des de llavors va ser una figura important en l'àmbit del periodisme cultural i l'escena cinematogràfica, conreant amistat amb figures com Luis Buñuel, Luis Alcoriza, Pedro F. Miret i Amparo Rivelles. Els seus dos fills petits, el poeta Benito Taibo i el cineasta Carlos Taibo Mahojo, van néixer a Mèxic.
Des de 1981, Taibo I va ser director i fundador de la secció cultural d'El Universal. La seva caricatura "El Gato Culto" és ja molt famosa en el periòdic. Rebé el 15 de maig de 2008, al Palau de Belles Arts, el Premi Nacional de Periodisme de Mèxic. El 13 de novembre de 2008 va morir a l'edat de 83 anys a Ciutat de Mèxic per causa d'una pneumònia.

## Obres

### Novel·les
- Juan M. N. (1955)
- Fuga, hierro y fuego (1979)
- Para parar las aguas del olvido (narrativa autobiogràfica, 1982)
- Siempre Dolores (1984)
- Pálidas Banderas (1989)
- Flor de la tontería (1997)
- Tres tuertos en el agua (inacabada, sense publicar)

### Assajos
- Historia popular del cine
- El cine por mis pistolas
- El Indio Fernández
- María Félix, La Doña
- El libro de todos los moles
- La Risa Loca (Enciclopedia del cine cómico)

### Crònica i periodisme
- Ocurrencias
- Notas de viaje
- El hombre sin corbata y otras fabulaciones

## Premis
- Premi de Periodisme Cultural Iberoamericà (2009)